# Entwicklungsroman
Ein Entwicklungsroman ist ein Roman, in dem die geistig-seelische Entwicklung einer Hauptfigur in ihrer Auseinandersetzung mit sich selbst und mit der Umwelt dargestellt wird. Zentral ist dabei ein „fiktiv-biografisches Erzählen“, das je nach Subgenre entweder die harmonische Auflösung von (Identitäts-)Konflikten, die Desillusionierung des naiven Protagonisten oder die Illustration pädagogischer Konzepte zum Ziel haben kann.

## Zum Begriff

### Begriffsgeschichte
Der Begriff des Entwicklungsromans entstand laut Gero von Wilpert aus der „Erkenntnis einer stattfindenden menschlichen Entwicklung“ und dem daraus entstandenen Bedürfnis nach der literarischen Darstellung einer solchen Entwicklung. Da ein solches Darstellungsbedürfnis nur aus einem naturwissenschaftlichen Weltbild entstehen könne, schließt Wilpert frühere Texte wie Parzival (Anfang 13. Jahrhundert) oder Der Abentheurliche Simplicissimus Teutsch (1668) als Vorstufen des Entwicklungsromans aus und verortet den Ursprung der Gattung im pietistischen Konzept der „Seelenforschung“.
Dieser Ansatz ist jedoch umstritten, wie Ruth Sassenhausen in ihrer Dissertation über Wolframs von Eschenbach „Parzival“ als Entwicklungsroman argumentiert. Auch Ivo Braak sieht im Pietismus lediglich einen von drei bestimmenden Einflüssen für den deutschsprachigen Entwicklungsroman, die anderen sind für ihn der englische Roman des frühen 18. Jahrhunderts und die Werke von Jean-Jacques Rousseau.

### Abgrenzung zu Bildungs- und Erziehungsroman
Ob der Bildungsroman als eigenständige, verwandte Gattung oder als Subgenre des Entwicklungsromans gelten soll, ist umstritten. Beispielsweise unterscheidet Jürgen C. Jacobs zwischen dem Bildungsroman, dem Desillusionsroman und dem Erziehungsroman als den drei wesentlichen Untergattungen des Entwicklungsromans, während Ivo Braak dem Bildungsroman den psychologischen Roman als weiteres Subgenre des Entwicklungsromans gegenüberstellt.

## Beispiele
Laut Gero von Wilpert handelt es sich bei dem deutschsprachigen Entwicklungsroman um eine Tradition, die mit der Geschichte des Agathon (1766/67) von Christoph Martin Wieland begann und in Wilhelm Meisters Lehrjahre (1795/96) von Johann Wolfgang von Goethe ihren Höhepunkt fand, da dieser Text die gesamte spätere Gattungsgeschichte beeinflusste. Auch Anton Reiser von Karl Philipp Moritz wird bei Wilpert als genretypischer Entwicklungsroman genannt.
Ivo Braak illustriert seine Unterscheidung zwischen Bildungsroman und psychologischem Roman durch zwei Goethe-Texte, die jeweils eines der beiden Subgenres repräsentieren: Die Leiden des jungen Werthers ist laut Braak ein psychologischer Roman, während Wilhelm Meisters Lehrjahre als Bildungsroman zu verstehen sei.
Ein Beispiel für das Zusammenspiel anderer Romangattungen mit dem Entwicklungsroman gilt Martin Ganters Roman War anders und anders. Auf den Spuren von Träumen, der aus dem „Haus der Kindheit“ über die „Prüfungen der Liebe“ und die Herausforderungen von „Unwissenheit, Hilflosigkeit, Krankheit und Tod“ zu einer zweiten Heimat führt.

## Dekonstruktion des Entwicklungsromans
Neben Entwicklungsromanen im eigentlichen Sinne gibt es Romane, die das Genre dekonstruieren, indem sie die Geschichten von Figuren erzählen, die zwar vom Schicksal in Situationen geworfen werden, in denen sie jede Gelegenheit hätten, aufzublühen und sich zu entfalten; die diesbezüglichen Erwartungen der Leser werden vom Autor dann aber gezielt enttäuscht. Die Protagonisten solcher „Anti-Entwicklungsromane“ treten entweder pikaresk auf der Stelle oder sie verkümmern oder verkommen geradezu. Einschlägige Beispiele sind Flegeljahre (1804/05) von Jean Paul, Hans im Glück (1898–1904) von Henrik Pontoppidan, Jakob von Gunten (1909) von Robert Walser, Der Zauberberg (1924) von Thomas Mann, Die Blechtrommel (1959) von Günter Grass, Das Parfum (1985) von Patrick Süskind und Geschichte vom alten Kind (1999) von Jenny Erpenbeck.